# Heinz Mielke (Tiermediziner)

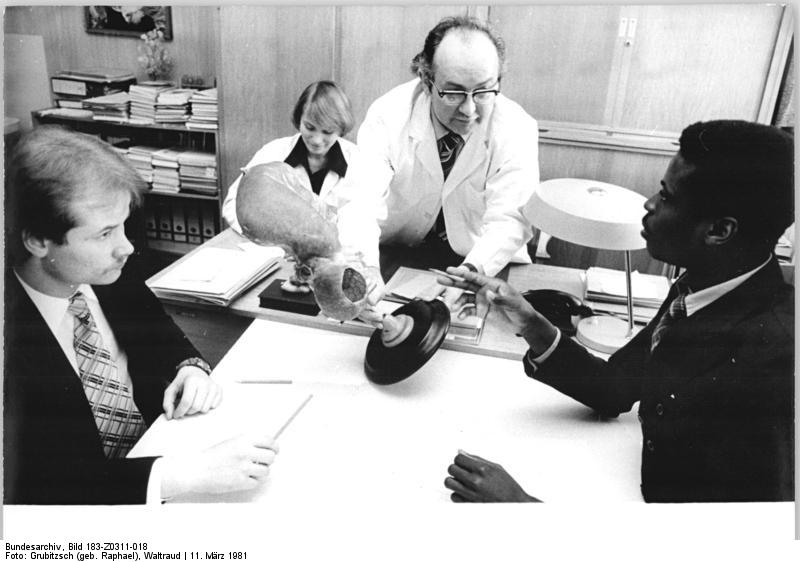
Heinz Mielke 1961 bei der Abnahme einer Prüfung

Heinz Mielke (* 18. März 1931; † 21. August 2017) war ein deutscher Tiermediziner und Fachtierarzt für Physiologe sowie Hochschullehrer der Universität Leipzig.

## Ausbildung, Studium, wissenschaftliche Laufbahn
Mielke absolvierte eine landwirtschaftliche Ausbildung und studierte anschließend Tiermedizin an der Universität Leipzig und in Leningrad. 1958 wurde er mit einer Arbeit zum Leberstoffwechsel des Hundes promoviert und habilitierte sich 1965 mit einer Arbeit zur Milchspeicherung im Euter des Rindes. Nach Tätigkeiten als Assistent, Oberassistent und Dozent in der Veterinärphysiologie der Universität Leipzig wurde er dort 1972 zum ordentlichen Professor berufen. Diese Position hatte er bis 1992 inne.
Seine Forschungsgebiete waren Leberstoffwechsel, die Regulation des Herz-Kreislauf-Systems und der Atmung, die Physiologie des Zentralnervensystems und die Laktationsphysiologie. Mielke entwickelte mit der Leitfähigkeitsmessung der Milch ein praxistaugliches Schnellverfahren zur Euterdiagnostik und steuerte neue Erkenntnisse zum Abwehrsystem sowie zur hormonellen und nervalen Steuerung der Milchbildung bei. Mielke war Autor bzw. Mitautor von 181 Publikationen.

## Varia
- Viele Jahre seines Ruhestands lebte und forschte Heinz Mielke in Machern. Intensiv veröffentlichte er eigene Forschungsergebnisse über seinen neuen Wohnort Machern im Internet,[2] die auch im dortigen Gemeindeblatt erschienen sind.[3]